# 黄意诚
黄意诚（1996年—），中华人民共和国持不同政见者、女权主义者。

## 生平
1996年出生于福州市，跟随父母移居上海市，在上海完成了中小学教育。高中期间就接触到卡玛的六四事件纪录片《天安门》，经常浏览韩寒和编程随想的博客。2014年考入北京大学中文系，2018年毕业。2022年底参加白纸运动抗议被带上警车，后趁乱逃走并于2023年3月移居德国，就读于汉堡大学。流亡国外后，他被中国小粉红人肉、网暴，他怀疑背后有中共指使，父母也被国安部门骚扰、审讯。

## 观点
黄意诚认为习近平和中国共产党的专制体制衍生自一种父权制的家庭结构。比如习近平曾说“竟无一人是男儿”这种话，就是一种厌女的表达。因此，推翻中共独裁和中国父权制应该互为表里。